# روني فهد
روني فهد (من مواليد 6 تشرين الثاني 1981 في الأشرفية بلبنان) هو لاعب كرة سلة لبناني محترف، يلعب في دوري كرة السلة اللبناني . كان أيضًا عضوًا في فريق لبنان الوطني لكرة السلة الذي شارك في بطولة العالم لكرة السلة لعام 2002 التي أقيمت في إنديانابوليس بالولايات المتحدة ، وفي بطولة العالم لكرة السلة لعام 2006 التي أقيمت في اليابان ، وفي بطولة العالم لكرة السلة لعام 2010 التي أقيمت في تركيا.  شارك فهد أيضًا في بطولة آسيا لكرة السلة لعام 2007 ، وبطولة آسيا لكرة السلة لعام 2009 والبطولات الدولية الأخرى.

## المسار المهني

### الجوائز والإنجازات
- كأس وليام جونز -07
- بطولة الأندية الآسيوية -07
- منتخب لبنان الوطني لكرة السلة - 99 حتى الآن
- البطولات الآسيوية في الدوحة -05 (فضية)
- كأس غرب آسيا لكرة السلة 2005
- كأس غرب آسيا لكرة السلة-04
- Asia-Basket.com فريق الدوري اللبناني للاعبين المحليين -04 ، 05
- البطولات الآسيوية -99 (6) ، 01 (نهائي) ، 03 (الرابع) ، 05 (نهائي) ، 07 (نهائي)
- Asia-Basket.com دوري عموم لبنان الفريق الثاني -04
- دوري آسيا - السلة اللبنانية - فريق جميع اللاعبين المحليين -04
- كأس غرب آسيا -04
- بطولة غرب آسيا في طهران - 04
- بطولة العالم للاتحاد الدولي لكرة السلة (FIBA) -02،06،10
- دورة الألعاب المتوسطية في تونس -01
- بطولة غرب آسيا المركز الأول -00 ، 01: 17.53 ميلا في الغالون ، 83٪ قدم ، 45٪ 3PT ، 11PPG ، 2.75 آر بي جي ، 1.25SPG ، 3APG
- بطولة لبنان تحت 18 سنة المركز الأول - 99 (الكهرباء).
- منتخب لبنان -99-01-02-03-05-06-07-08-09
- كابتن منتخب لبنان تحت 22 سنة -98 (المنتخب الذي تغلب على الصين مع ياو مينج)
- بطولة لبنان تحت 18 سنة - المركز الأول - 98 (الكهرباء).